# Phố Khâm Thiên
Phố Khâm Thiên là một con phố trên địa bàn quận Đống Đa, thành phố Hà Nội. Phố này dài 1.170 m, bắt đầu từ đường Lê Duẩn và kết thúc tại nút giao Ô Chợ Dừa.

## Lịch sử
Phố Khâm Thiên chạy qua nhiều thôn cũ: Tương Thuận, Khâm Đức, Tô Tiền, Trung Tả, Quan Thổ, Xã Đàn thuộc hai tổng Tiền Nghiêm và Hữu Nghiêm, huyện Thọ Xương, thành Thăng Long trước kia. Theo bản đồ Hồng Đức (1470–1497), nơi đây xưa có đài Khâm Thiên Giám hay còn gọi là Tư Thiên Giám, có nhiệm vụ theo dõi thời tiết, thiên văn và nghiên cứu lịch pháp.
Thời Pháp thuộc, toàn bộ phố này thuộc huyện Hoàn Long, tỉnh Hà Đông, sau thuộc Đại lý đặc biệt Hà Nội.
Những năm 1930 – 1945, nơi đây là phố cô đầu, tiệm nhảy, sòng bạc nổi tiếng, phía sau phố là những túp lều xiêu vẹo của dân lao động nghèo nàn tăm tối.
Sau sự kiện Tiếp quản Thủ đô 1954, Khâm Thiên đã dần dần thay đổi. Trên phố mọc lên những khu nhà tập thể mới. Một thời gian, Khâm Thiên là phố làm cưa làm dũa, sau đó được gọi là phố Thợ May.
Sau này phố Khâm Thiên đã được đô thị hóa cao.

## Đêm B52
Ngày 26/12/1972, trong thời kì Chiến tranh Việt - Mỹ, vào hồi 22 giờ 45 phút, Hoa Kỳ đã đem máy bay B.52 đến ném bom rải thảm suốt dọc dải phố này (và khu phố Chợ Khâm Thiên), làm chết 283 người, bị thương 266 người, phá hủy hoàn toàn 534 ngôi nhà và làm hư hỏng 1.200 ngôi nhà khác nữa.